# Station Godinne
Station Godinne is een spoorwegstation langs spoorlijn 154 in Godinne, een deelgemeente van de gemeente Yvoir.
Sinds 28 juni 2013 zijn de loketten van dit station gesloten en is het een stopplaats geworden. Voor de aankoop van allerlei vervoerbewijzen kan men bij voorkeur terecht aan de biljettenautomaat die ter beschikking staat, of via andere verkoopskanalen. Het station werd in 2019 gerenoveerd en is nu integraal toegankelijk.

## Galerij

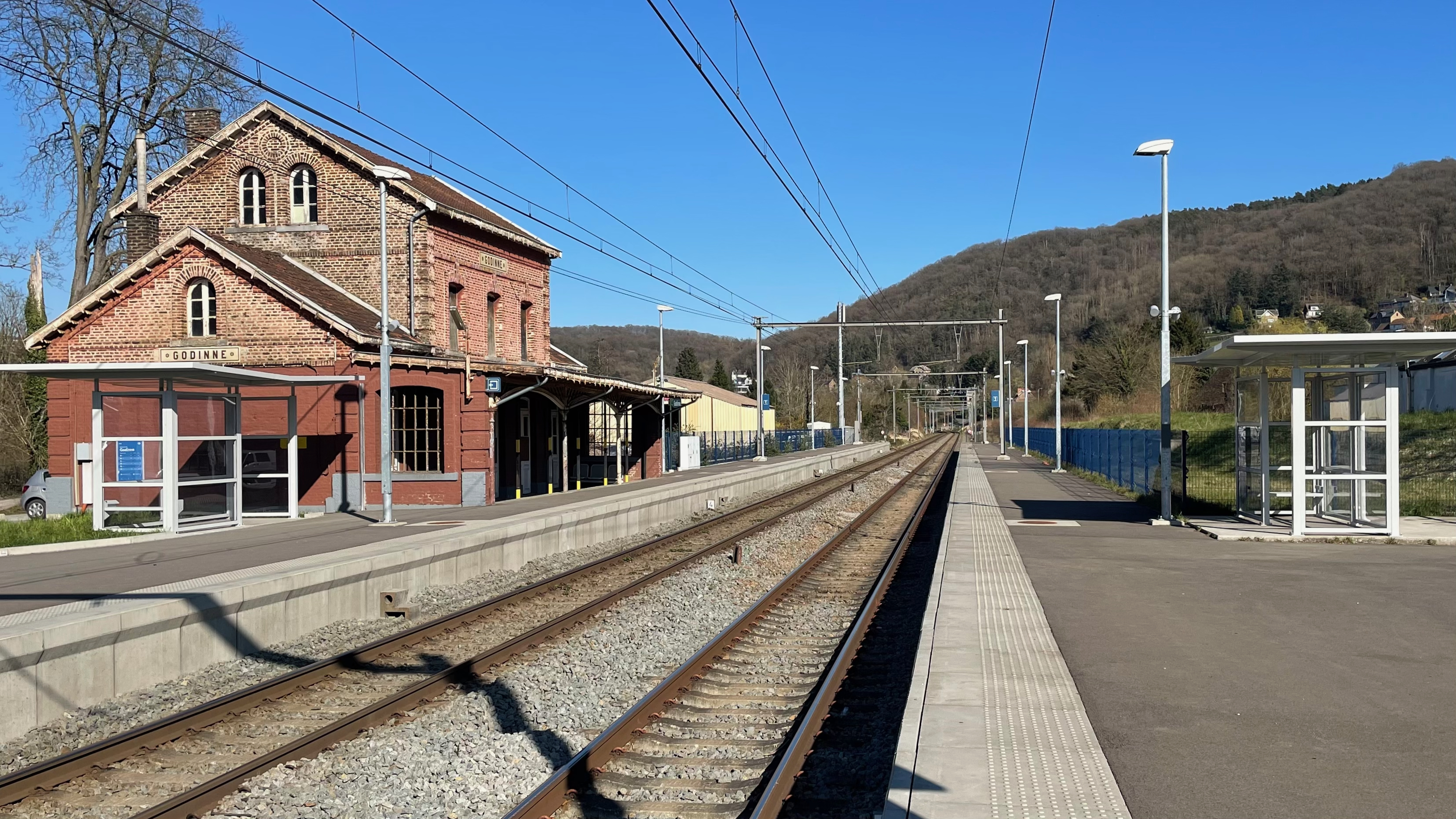
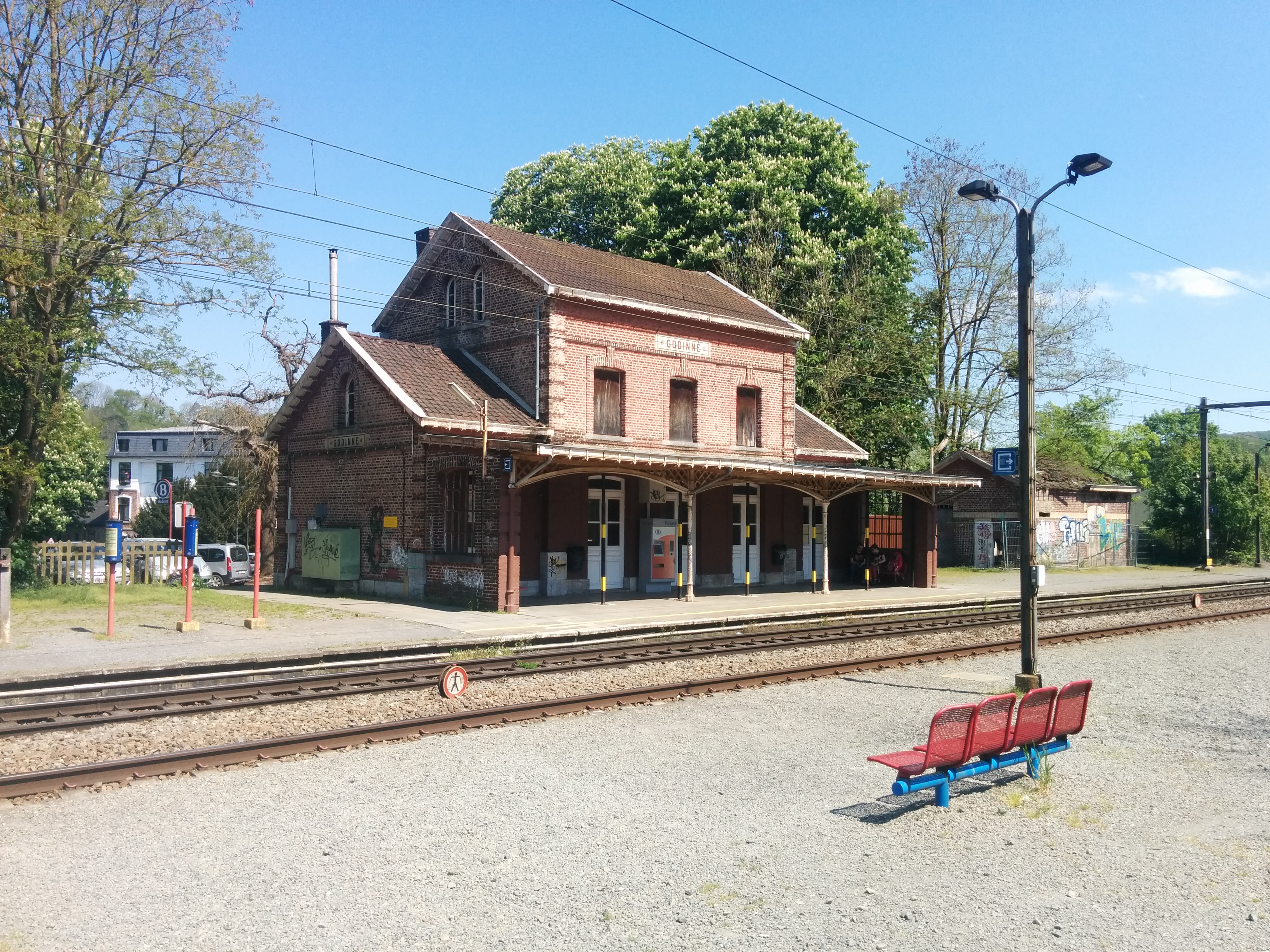

## Treindienst
| Serie       | Treinsoort          | Route                                                                    | Bijzonderheden                                      |
| ----------- | ------------------- | ------------------------------------------------------------------------ | --------------------------------------------------- |
| IC 17       | Intercity (NMBS)    | Brussels Airport-Zaventem – Brussel-Luxemburg – Namen – Godinne – Dinant | Rijdt in het weekend tussen Brussel-Zuid en Dinant. |
| L 6050      | L-trein (NMBS)      | Namen – Godinne – Dinant – Bertrix – Libramont                           |                                                     |
| P 7660/8660 | Piekuurtrein (NMBS) | Bertrix – Dinant – Godinne – Namen                                       | Rijdt alleen op werkdagen.                          |

## Reizigerstellingen
De grafiek en tabel geven het gemiddeld aantal instappende reizigers weer op een week-, zater- en zondag.
| Tabel: aantal instappende reizigers station Godinne | Tabel: aantal instappende reizigers station Godinne | Tabel: aantal instappende reizigers station Godinne | Tabel: aantal instappende reizigers station Godinne |
|                                                     | Weekdag                                             | Zaterdag                                            | Zondag                                              |
| --------------------------------------------------- | --------------------------------------------------- | --------------------------------------------------- | --------------------------------------------------- |
| 1977                                                | 191                                                 | 63                                                  | 59                                                  |
| 1978                                                | 276                                                 | 97                                                  | 117                                                 |
| 1979                                                | 287                                                 | 73                                                  | 52                                                  |
| 1980                                                | 275                                                 | 60                                                  | 93                                                  |
| 1981                                                | 319                                                 | 70                                                  | 103                                                 |
| 1982                                                | 254                                                 | 62                                                  | 85                                                  |
| 1983                                                | 298                                                 | 77                                                  | 68                                                  |
| 1984                                                | 241                                                 | 64                                                  | 82                                                  |
| 1985                                                | 288                                                 | 60                                                  | 104                                                 |
| 1986                                                | 246                                                 | 69                                                  | 90                                                  |
| 1987                                                | 266                                                 | 85                                                  | 125                                                 |
| 1988                                                | 250                                                 | 80                                                  | 67                                                  |
| 1989                                                | 278                                                 | 51                                                  | 115                                                 |
| 1990                                                | 331                                                 | 63                                                  | 125                                                 |
| 1991                                                | 313                                                 | 102                                                 | 79                                                  |
| 1992                                                | 373                                                 | 75                                                  | 88                                                  |
| 1993                                                | 408                                                 | 120                                                 | 120                                                 |
| 1994                                                | 377                                                 | 164                                                 | 139                                                 |
| 1995                                                | 334                                                 | 128                                                 | 108                                                 |
| 1996                                                | 413                                                 | 92                                                  | 137                                                 |
| 1997                                                | 471                                                 | 101                                                 | 98                                                  |
| 1998                                                | 403                                                 | 102                                                 | 102                                                 |
| 1999                                                | 382                                                 | 123                                                 | 121                                                 |
| 2000                                                | 362                                                 | 184                                                 | 219                                                 |
| 2001                                                | 468                                                 | 154                                                 | 148                                                 |
| 2002                                                | 368                                                 | 136                                                 | 142                                                 |
| 2003                                                | 249                                                 | 136                                                 | 152                                                 |
| 2004                                                | 297                                                 | 162                                                 | 160                                                 |
| 2005                                                | 322                                                 | 144                                                 | 259                                                 |
| 2006                                                | 326                                                 | 166                                                 | 104                                                 |
| 2007                                                | 336                                                 | 145                                                 | 158                                                 |
| 2008                                                | -                                                   | -                                                   | -                                                   |
| 2009                                                | 476                                                 | 163                                                 | 176                                                 |
| 2010                                                | -                                                   | -                                                   | -                                                   |
| 2011                                                | -                                                   | -                                                   | -                                                   |
| 2012                                                | 417                                                 | 182                                                 | 195                                                 |
| 2013                                                | 441                                                 | 173                                                 | 183                                                 |
| 2014                                                | 584                                                 | 151                                                 | 177                                                 |
| 2015                                                | 443                                                 | 148                                                 | 161                                                 |
| 2016                                                | 353                                                 | 123                                                 | 137                                                 |
| 2017                                                | 381                                                 | 132                                                 | 175                                                 |
| 2018                                                | 373                                                 | 136                                                 | 122                                                 |
| 2019                                                | 367                                                 | 135                                                 | 136                                                 |
| 2020                                                | 273                                                 | 136                                                 | 153                                                 |
| 2021                                                | -                                                   | -                                                   | -                                                   |
| 2022                                                | 561                                                 | 312                                                 | 334                                                 |
| 2023                                                | 495                                                 | 201                                                 | 215                                                 |
| 2024                                                | 540                                                 | 267                                                 | 239                                                 |

0,0: Namen ·
3,0: Jambes ·
4,8: Velaine ·
7,6: Dave-Nord ·
10,8: Tailfer ·
12,8: Profondeville ·
14,0: Lustin ·
17,0: Godinne ·
20,1: Yvoir ·
21,8: Houx ·
25,8: Bouvignes-sur-Meuse ·
28,0: Dinant ·
29,5: Neffe ·
36,4: Waulsort ·
36,4: Waulsort-Dorp ·
41,8: Hastière ·
44,2: Hermeton-sur-Meuse ·
46,1: Heer-Agimont